# 獵鷹重型運載火箭測試任務

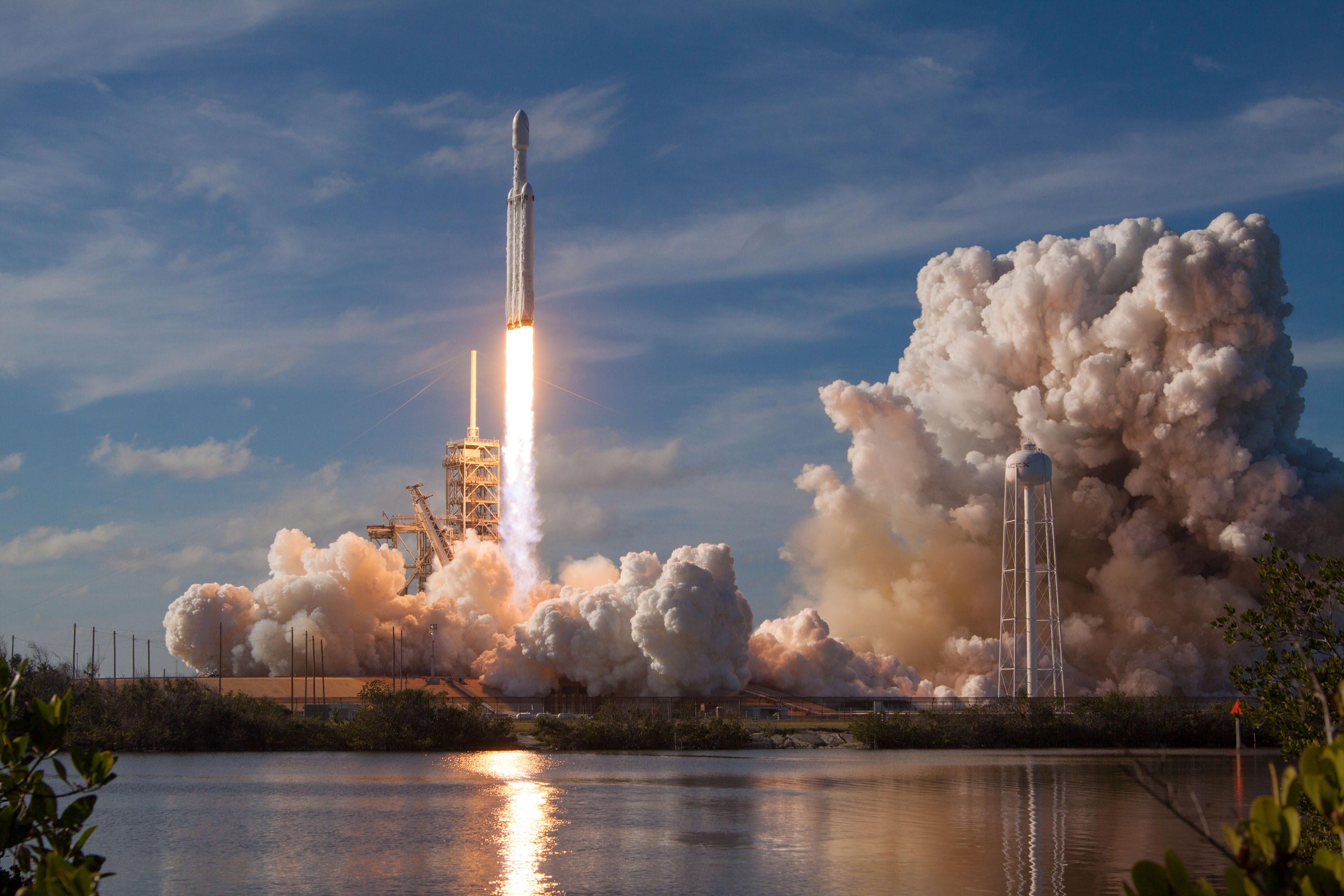
任務圖片

獵鷹重型運載火箭演示任务（Falcon Heavy demonstration mission），也称为獵鷹重型運載火箭測試飞行（Falcon Heavy test flight），是SpaceX於2018年2月6日20:45UTC的任務，於任務中SpaceX第一次嘗試發射獵鷹重型運載火箭。該任務所使用的獵鷹重型運載火箭也成為了目前推力最大的現役商用火箭，擁有22,000,000牛頓的推力，是NASA太空梭的兩倍以上。

## 任務概要
该任务是獵鷹重型運載火箭的測試飛行，用以演示此火箭的能力，同时在過程中收集遙測數據。

### 運載物
用于这次试飞的測試運載物是SpaceX執行長伊隆·马斯克的櫻桃紅跑车，為特斯拉Roadster中的第一代。非常特殊的是此次的載荷由SpaceX自行決定，而非航天機構傳統的試飛載荷，SpaceX指出，這次任務的運載物必須是「有趣的、没有無可取代的情感价值」的東西，因此選擇了一輛車。坐在跑車驾驶座的假人「Starman」，是一個穿着SpaceX太空衣的假太空人。他的右手放在方向盘，左肘搁在打开的窗台上。假人的名字來自大卫·鲍伊的歌曲《Starman》。 車內將循環播放著鲍伊的代表歌曲《太空怪談》和《Life on Mars》。

### 测试
此次任務的主要目的是实现以下几个目标： 

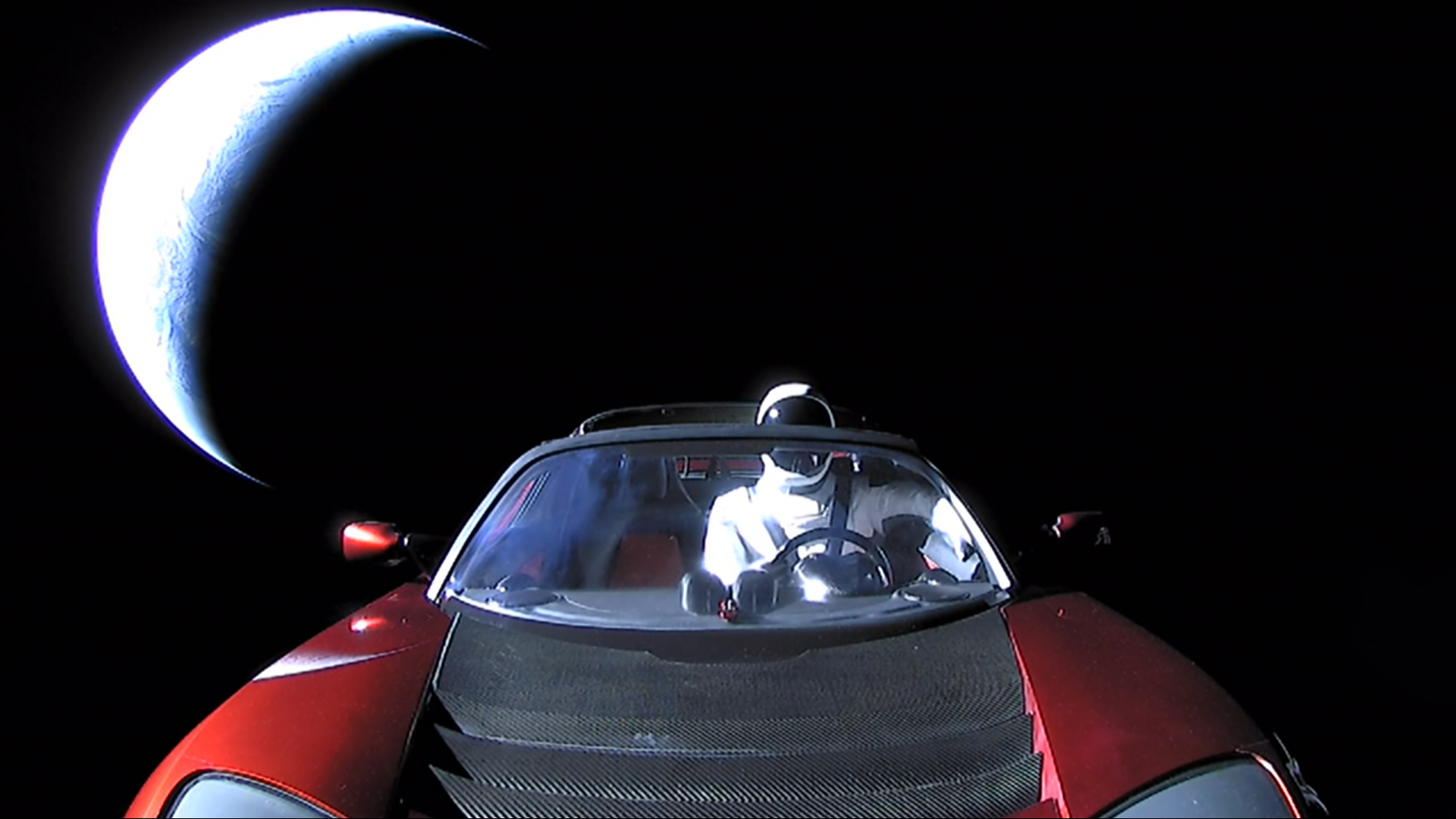
離開地球前的最後通訊畫面，約發射後4小時半。

- 发射獵鷹重型運載火箭穿过大气层，包括最大动压点狀態
- 自火箭上節與中心火箭分離兩側助推器
- 將两侧助推器飛回卡纳维拉尔角，並同时降落在1號與2號著陸區
- 分離中心火箭，點燃火箭上節，執行轨道調整
- 將中心火箭降落在大西洋無人航天降落船（英语：Autonomous spaceport drone ship）「當然我仍然爱你」號
- 在范艾伦辐射带重新點燃上節火箭几个小时以示抗辐射性
- 重新点燃上節火箭將跑車送入日心轨道上，以示此火箭有能力將26噸重的運載物送上地球同步轨道，或低地軌道60噸的運載能力。

火箭於20:45UTC在佛羅里達州甘迺迪太空中心的39A發射台發射；敞篷跑车成功送入轨道，且兩個側火箭也於數分鐘後順利降落於降落區1與2。唯一没有完成的目標為中央火箭的降落；雖然由于信号遺失和濃煙的緣故，其真實狀況不得而知，但馬斯克仍公開表明了：中央火箭並未成功降落，因此無法完成回收。 随后调查报告显示中央火箭三个引擎中的兩個在降落時无法重新啟動，導致其在距離降落船100公尺遠之處以500km/h的速度墜毀於水面。
| 开始時間   | 结束时间   | 事件                       |
| ---------- | ---------- | -------------------------- |
| T-01:28:00 |            | 決定是否裝載燃料           |
| T-01:25:00 |            | 裝載煤油                   |
| T-00:45:00 |            | 裝載液態氧                 |
| T-00:07:00 |            | 開始冷卻引擎               |
| T-00:01:00 |            | 進行發射前檢查             |
| T-00:01:00 |            | 燃料艙加壓                 |
| T-00:00:45 |            | 決定是否發射               |
| T-00:00:05 |            | 側推進器點火               |
| T-00:00:03 |            | 中央推進器點火             |
| T-00:00:00 |            | 起飛                       |
| T+00:01:06 |            | Max Q (最大空氣壓力)       |
| T+00:02:29 |            | 推進器引擎熄火 (BECO)      |
| T+00:02:33 |            | 側推進器分離               |
| T+00:02:50 |            | 側推進器轉向降落地點加速   |
| T+00:03:04 |            | 中央引擎熄火 (MECO)        |
| T+00:03:07 |            | 中央推進器分離             |
| T+00:03:15 |            | 火箭第二節引擎啟動         |
| T+00:03:24 |            | 中央推進器轉向降落地點加速 |
| T+00:03:49 |            | 拋棄整流罩                 |
| T+00:06:41 |            | 側火箭開始降落減速         |
| T+00:06:47 |            | 中央火箭開始降落減速       |
| T+00:07:58 |            | 側火箭降落                 |
| T+00:08:19 |            | 中央火箭降落               |
| T+00:08:31 |            | 第二節引擎熄火 (SECO-1)    |
| T+00:28:22 | T+00:28:52 | 第二節引擎重新啟動         |
| T+00:28:52 |            | 第二節引擎熄火 (SECO-2)    |

如上表所示，事件成败用颜色标记。
| 红色代表事件失败 |
| 绿色代表事件成功 |

## 照片集

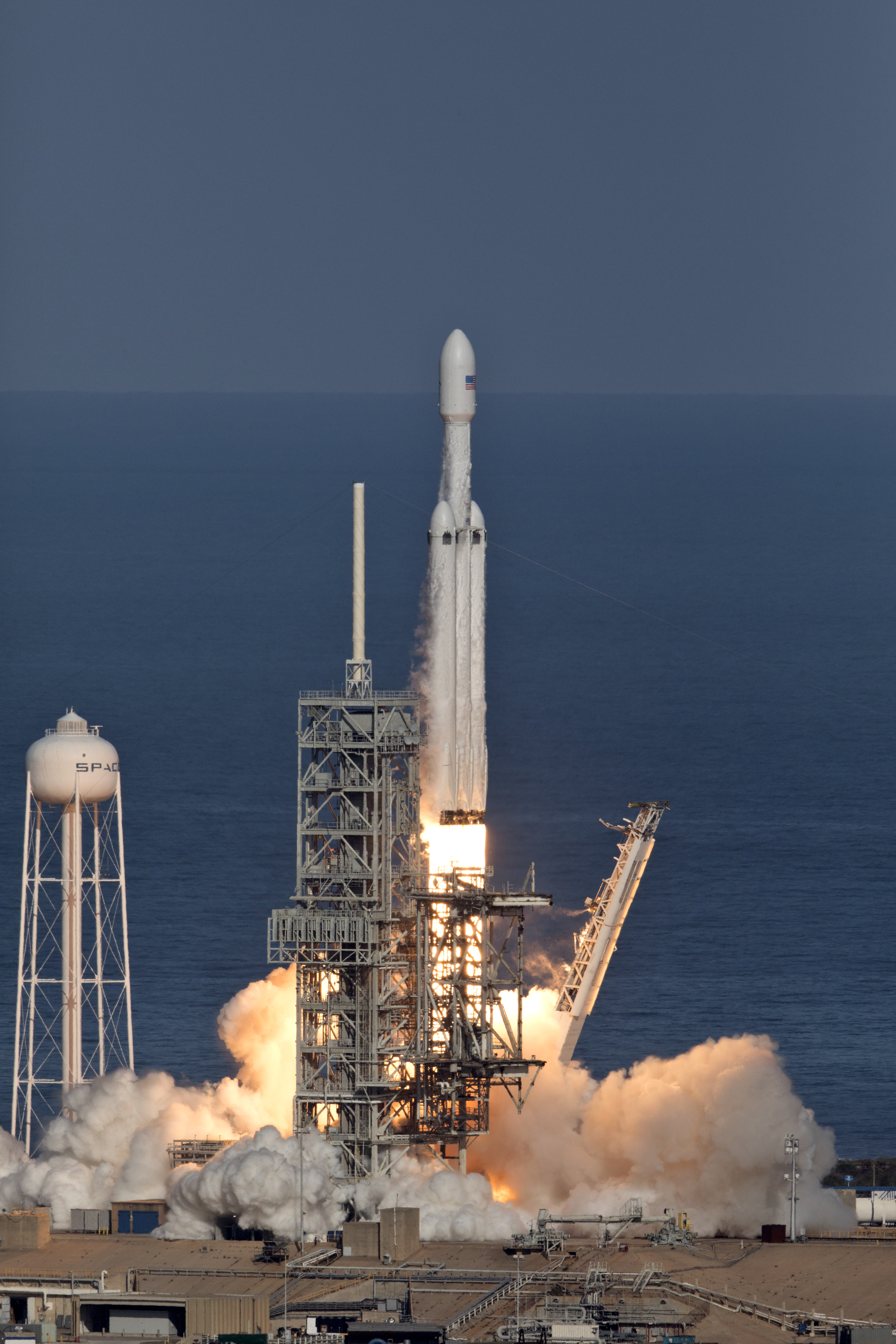
獵鷹重型運載火箭首次发射
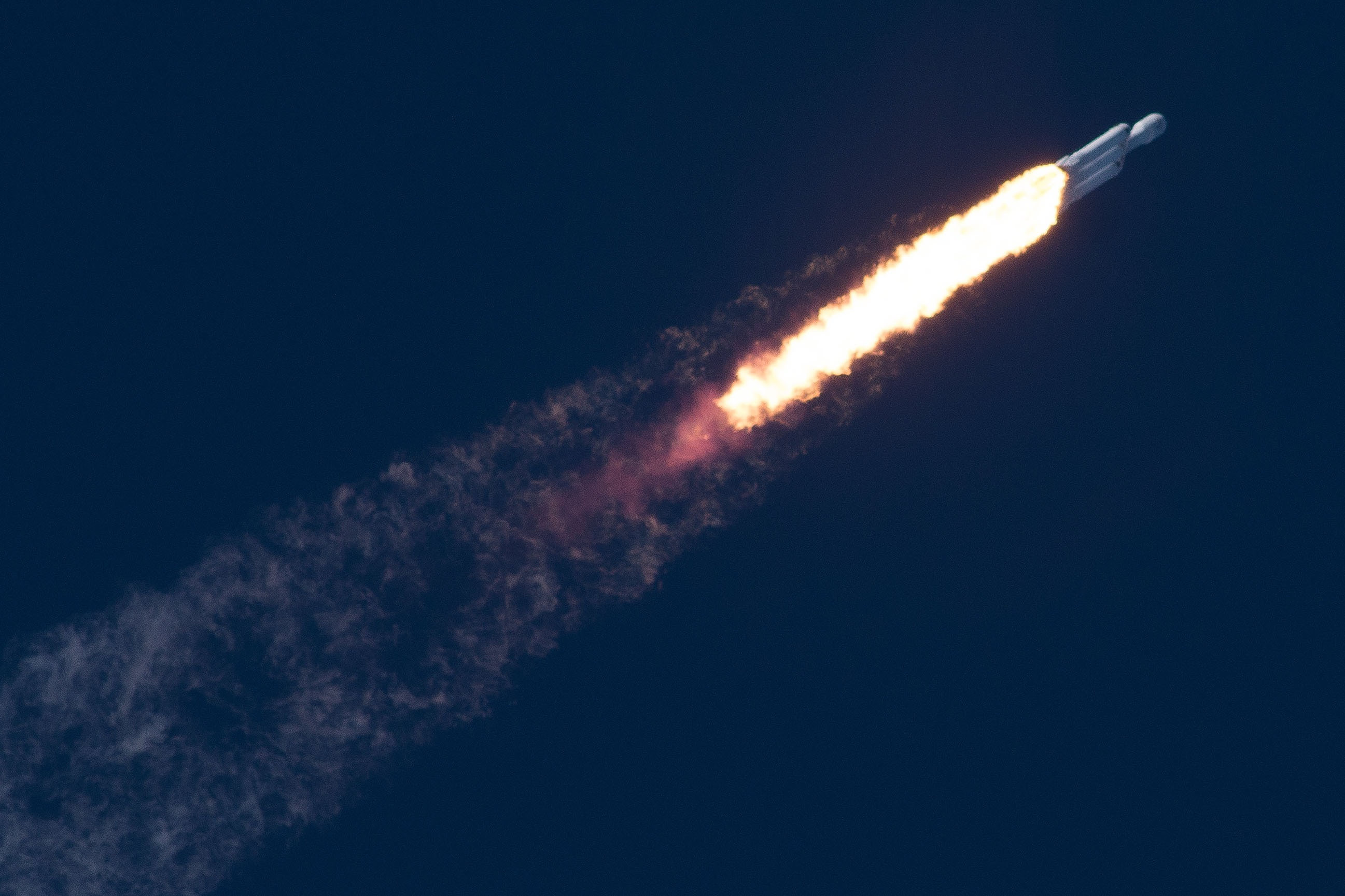
火箭上升
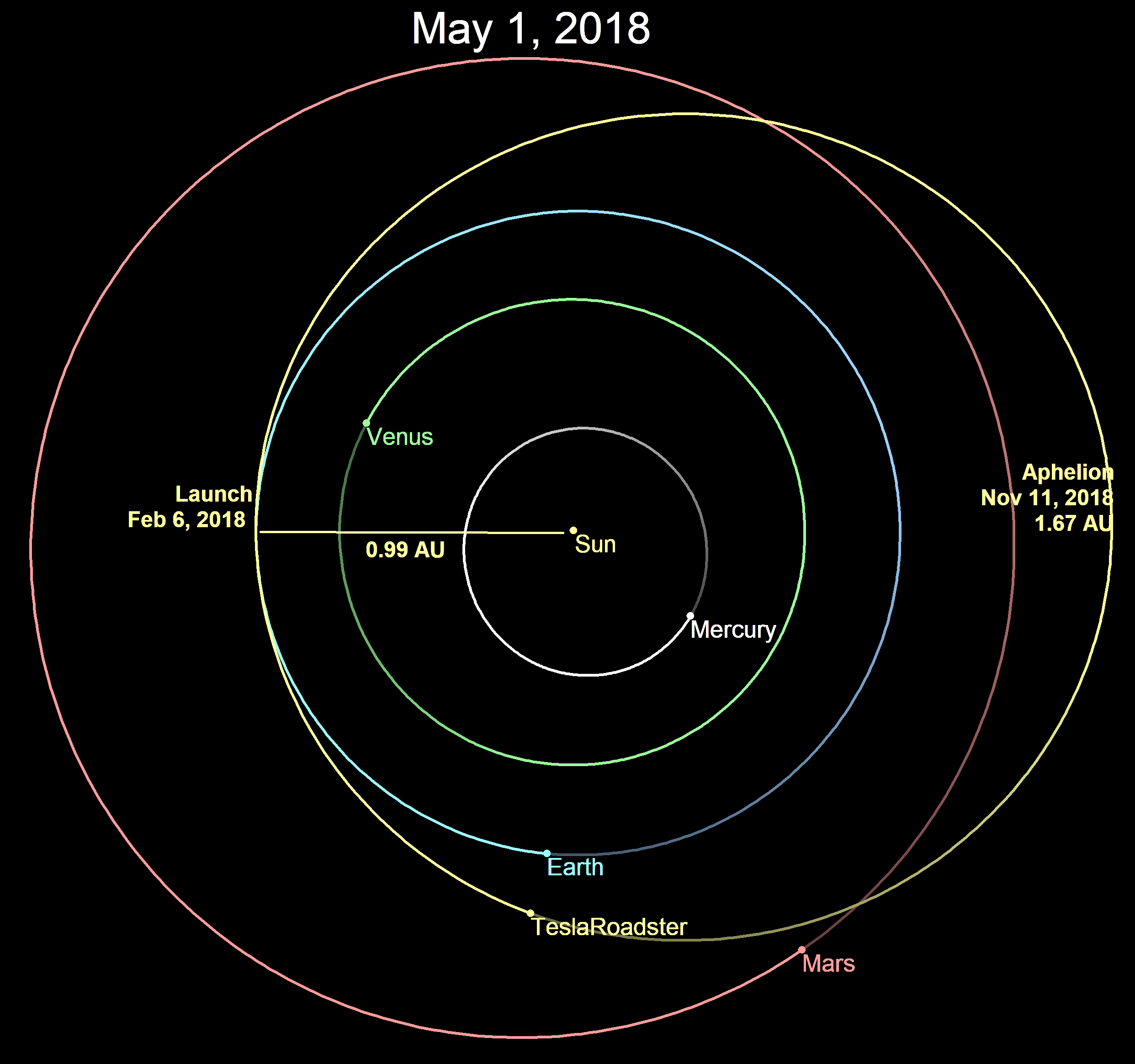
預期的橢圓軌道，最遠點超出火星軌道
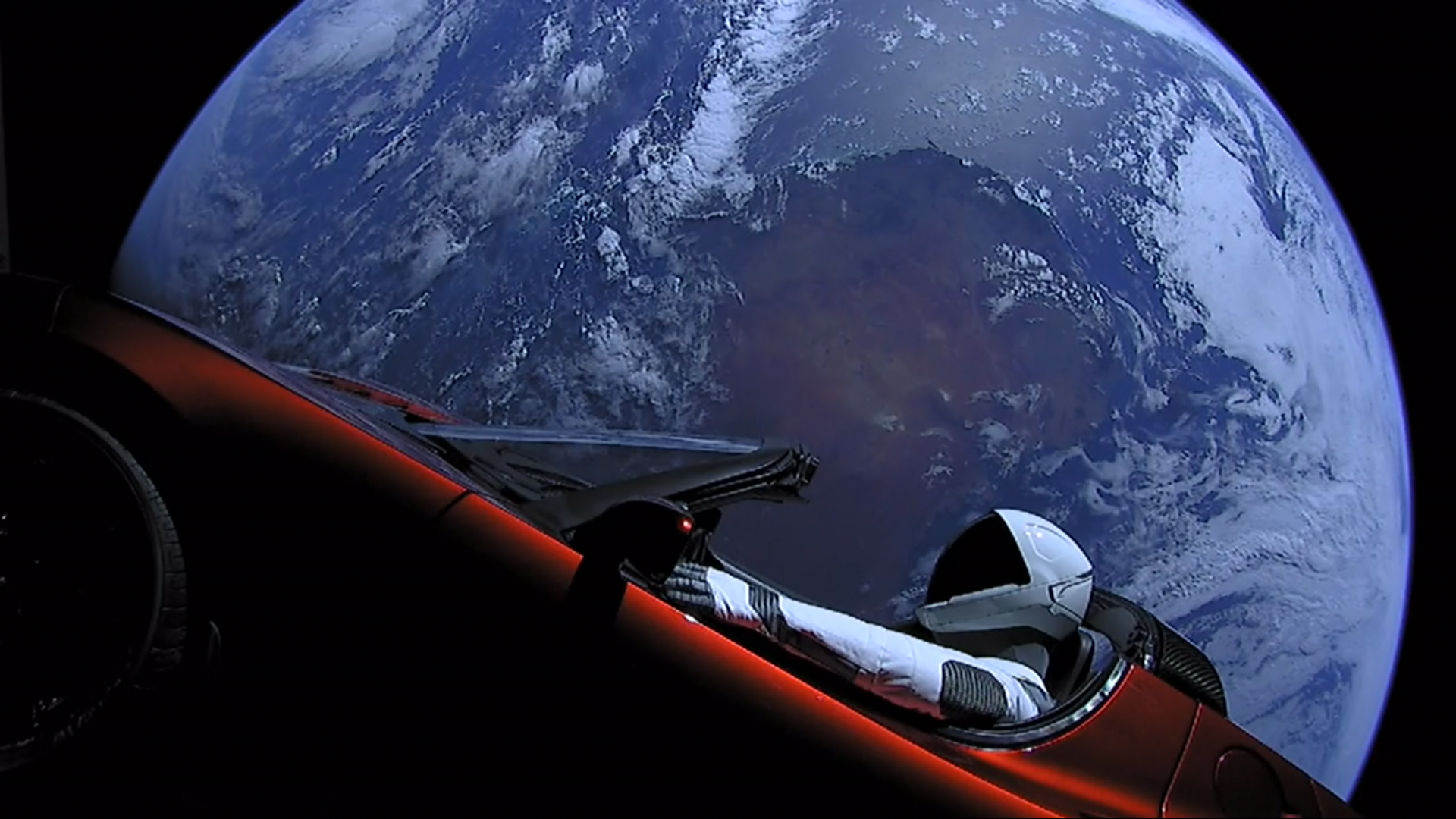
敞篷跑车与Starman在地球前的合照
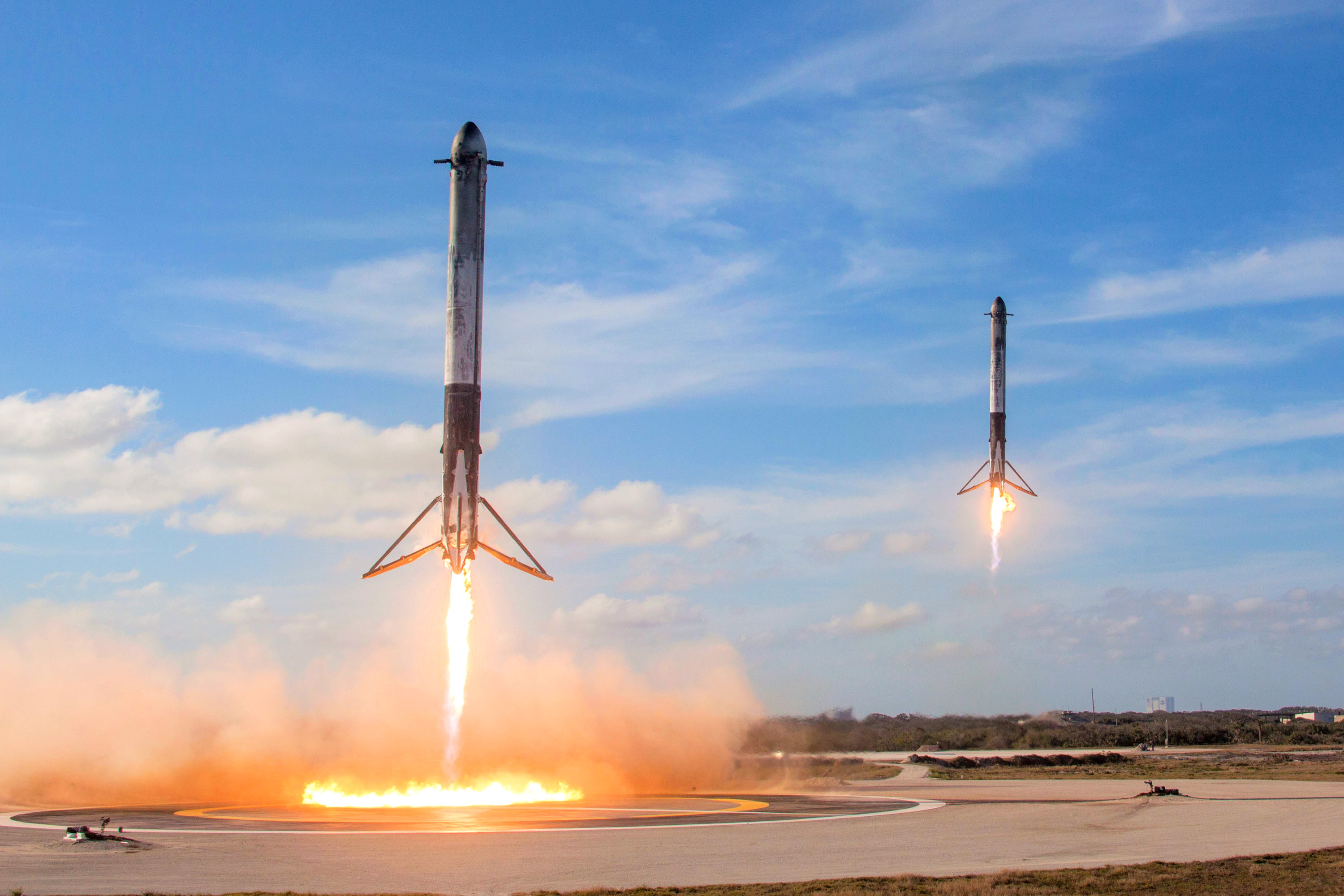
兩個側火箭成功回收